# Unión de Actores y Actrices
 (février 2025).
 (juin 2021).
Si vous disposez d'ouvrages ou d'articles de référence ou si vous connaissez des sites web de qualité traitant du thème abordé ici, merci de compléter l'article en donnant les références utiles à sa vérifiabilité et en les liant à la section « Notes et références ».
L'Unión de Actores y Actrices est le syndicat professionnel réunissant le plus grand nombre d'acteurs espagnols. Depuis 1991, elle remet annuellement des prix reconnus par la profession.

## Années 1990
| Année | Meilleur(e) acteur ou actrice                                       | Meilleur(e) acteur ou actrice dans un second rôle                 |
| ----- | ------------------------------------------------------------------- | ----------------------------------------------------------------- |
| 1991  | Marisa Paredes Talons aiguilles                                     | Tito Valverde Ailes de papillon                                   |
| 1992  | Carmelo Gómez Vacas                                                 | Penélope Cruz Belle Époque                                        |
| 1993  | Emma Suárez L'Écureuil rouge                                        | Tito Valverde Sombras en una Batalla                              |
| 1994  | Carmelo Gómez Días contados                                         | Javier Bardem Días contados                                       |
| 1995  | Victoria Abril Personne ne parlera de nous quand nous serons mortes | Pilar Bardem Personne ne parlera de nous quand nous serons mortes |
| 1996  | Terele Pávez La Celestina                                           | Nancho Novo La Celestina                                          |
| 1997  | Jordi Mollà La Bonne Étoile                                         | Charo López Les Secrets du cœur                                   |
| 1998  | Penélope Cruz La Fille de tes rêves                                 | Paco Algora Barrio                                                |
| 1999  | María Galiana Solas                                                 | Antonia San Juan Tout sur ma mère                                 |

## Années 2000
| Année | Meilleure actrice                  | Meilleur acteur                    | Meilleure actrice dans un second rôle | Meilleur acteur dans un second rôle        |
| ----- | ---------------------------------- | ---------------------------------- | ------------------------------------- | ------------------------------------------ |
| 2000  | Carmen Maura Mes chers voisins     | non décerné                        | non décerné                           | Emilio Gutiérrez Caba Mes chers voisins    |
| 2001  | Pilar López de Ayala Juana la Loca | non décerné                        | Elena Anaya Lucia et le Sexe          | non décerné                                |
| 2002  | Mercedes Sampietro Lugares comunes | Javier Bardem Les Lundis au soleil | Nieve de Medina Les Lundis au soleil  | Luis Tosar Les Lundis au soleil            |
| 2003  | Laia Marull Ne dis rien            | Luis Tosar Ne dis rien             | Candela Peña Ne dis rien              | Eduard Fernández En la ciudad              |
| 2004  | Adriana Ozores Héctor              | Javier Bardem Mar adentro          | Lola Dueñas Mar adentro               | Celso Bugallo Mar adentro                  |
| 2005  | Candela Peña Princesas             | Manuel Alexandre Elsa & Fred       | Elvira Mínguez Tapas                  | Eduard Fernández La Méthode                |
| 2006  | Penélope Cruz Volver               | Juan Diego Vete de mí              | Blanca Portillo Volver                | Antonio de la Torre Azul                   |
| 2007  | Petra Martínez La soledad          | Alfredo Landa Luz de domingo       | Nuria González Mataharis              | Raúl Arévalo Siete mesas de billar francés |
| 2008  | Carme Elias Camino                 | Mariano Venancio Camino            | Ana Wagener El patio de mi cárcel     | Jordi Dauder Camino                        |
| 2009  | Lola Dueñas Yo, también            | Luis Tosar Cellule 211             | Verónica Sánchez Gordos               | Carlos Bardem Cellule 211                  |

## Années 2010
| Année | Meilleure actrice                           | Meilleur acteur                                                             | Meilleure actrice dans un second rôle           | Meilleur acteur dans un second rôle     |
| ----- | ------------------------------------------- | --------------------------------------------------------------------------- | ----------------------------------------------- | --------------------------------------- |
| 2010  | Sonsoles Benedicto La vida empieza hoy      | Javier Bardem Biutiful                                                      | Ana Wagener Biutiful                            | Víctor Clavijo 18 comidas               |
| 2011  | María León La voz dormida                   | José Coronado Pas de répit pour les damnés (No habrá paz para los malvados) | Ana Wagener La voz dormida                      | Raúl Arévalo Primos                     |
| 2012  | Maribel Verdú Blancanieves                  | Antonio de la Torre Groupe d'élite                                          | Candela Peña Les Hommes ! De quoi parlent-ils ? | Julián Villagrán Groupe d'élite         |
| 2013  | Susi Sánchez 10.000 noches en ninguna parte | Antonio de la Torre Amours cannibales                                       | Belén López 15 años y un día                    | Roberto Álamo La gran familia española  |
| 2014  | Elena Anaya Todos están muertos             | Javier Gutiérrez La isla mínima                                             | Carmen Machi Ocho apellidos vascos              | Karra Elejalde Ocho apellidos vascos    |
| 2015  | Inma Cuesta La novia                        | Pedro Casablanc B, la película                                              | Luisa Gavasa La novia                           | Felipe García Vélez A cambio de nada    |
| 2016  | Carmen Machi La puerta abierta              | Luis Callejo La Colère d'un homme patient                                   | Candela Peña Kiki - l'amour en fête             | Carlos Santos L'Homme aux mille visages |

## Années 2020
| Année | Meilleure actrice | Meilleur acteur | Meilleure actrice dans un second rôle | Meilleur acteur dans un second rôle |
| ----- | ----------------- | --------------- | ------------------------------------- | ----------------------------------- |